# Rupperswil
Rupperswil é uma comuna da Suíça, no Cantão Argóvia, com cerca de 3.909 habitantes. Estende-se por uma área de 6,22 km², de densidade populacional de 628 hab/km². Confina com as seguintes comunas: Auenstein, Biberstein, Buchs, Hunzenschwil, Lenzburg, Möriken-Wildegg, Niederlenz, Rohr, Schafisheim, Staufen, Suhr.
A língua oficial nesta comuna é o Alemão.